# ألما لوتز
ألما لوتز (بالإنجليزية: Alma Lutz)‏ هي سفرجات أمريكية، ولدت في 1890 في جيمستاون في الولايات المتحدة، وتوفيت في 1973.